# Монро (округ, Арканзас)
Шаблон:StateAbbr_ 34°42′48″ пн. ш. 91°13′20″ зх. д. / 34.713333333333° пн. ш. 91.222222222222° зх. д.
Округ Монро (англ. Monroe County) — округ (графство) у штаті Арканзас. Ідентифікатор округу 05095.

## Історія
Округ утворений 1829 року.

## Демографія
За даними перепису
2000 року
загальне населення округу становило 10254 осіб, зокрема міського населення було 3784, а сільського — 6470.
Серед мешканців округу чоловіків було 4813, а жінок — 5441. В окрузі було 4105 домогосподарств, 2733 родин, які мешкали в 5067 будинках.
Середній розмір родини становив 3,07.
Віковий розподіл населення поданий у таблиці:
| Стать    | До 15 років | 15-21 | 22-29 | 30-39 | 40-49 | 50-65 | 65-85 | Понад 85 |
| -------- | ----------- | ----- | ----- | ----- | ----- | ----- | ----- | -------- |
| Чоловіки | 1184        | 521   | 378   | 571   | 662   | 795   | 628   | 74       |
| Жінки    | 1130        | 517   | 431   | 636   | 746   | 909   | 898   | 174      |

## Виноски
1. ↑  U.S. Decennial Census. United States Census Bureau. Архів оригіналу за 19 липня 2018. Процитовано 27 серпня 2015.
2. ↑  Historical Census Browser. University of Virginia Library. Архів оригіналу за 11 серпня 2012. Процитовано 27 серпня 2015.
3. ↑  Forstall, Richard L., ред. (27 березня 1995). Population of Counties by Decennial Census: 1900 to 1990. United States Census Bureau. Архів оригіналу за 24 вересня 2015. Процитовано 27 серпня 2015.
4. ↑  Census 2000 PHC-T-4. Ranking Tables for Counties: 1990 and 2000 (PDF). United States Census Bureau. 2 квітня 2001. Архів оригіналу (PDF) за 18 грудня 2014. Процитовано 27 серпня 2015.
5. ↑  State & County QuickFacts. United States Census Bureau. Архів оригіналу за 22 липня 2011. Процитовано 28 серпня 2016.(англ.) Наведено за англійською вікіпедією.
6. ↑  American FactFinder. Бюро перепису населення США. Архів оригіналу за 26 лютого 2012. Процитовано 31 січня 2008.

| США | Це незавершена стаття з географії США. Ви можете допомогти проєкту, виправивши або дописавши її. |